# Paolo Ruini
Paolo Marco Arrigo Ruini (Pieve di Trebbio, 21 gennaio 1893 – Basso Adriatico all'altezza di Valona, 8 giugno 1916) è stato un calciatore italiano, di ruolo difensore.

## Carriera
Terzino cresciuto nell'Associazione Studentesca del Calcio di Modena, fu tra i protagonisti della prima stagione del Modena prima di passare al Reggio. Morì nell'affondamento del piroscafo Principe Umberto al largo di Valona.